# Daniil Lwowitsch Lintschewski
Daniil Lwowitsch Lintschewski (russisch Даниил Львович Линчевский; beim Weltschachbund FIDE Daniil Lintchevski; * 17. Mai 1990 in Gattschina) ist ein russischer Schachspieler.

## Werdegang
Lintschewski wuchs in Gattschina auf. Das Schachspiel brachte ihm sein Vater im Alter von fünf Jahren bei. Er wurde zunächst von einem Freund seines Vaters und dann von GM Waleri Popow betreut. Schon im Jugendalter konnte Lintschewski nennenswerte Resultate vorweisen. Er wurde Fünfter, punktgleich mit dem Bronzemedaillengewinner Vüqar Rəsulov, bei der europäischen U16-Meisterschaft 2006 in Herceg Novi. Ebenfalls 2006 belegte er hinter Iwan Popow und Jan Nepomnjaschtschi den dritten Platz auf dem internationalen Jugendturnier in Kirischi. Im folgenden Jahr wurde er russischer U18-Meister.
2008, 2012 und 2017 errang er den Sieg bei den Meisterschaften des Föderationskreises Nordwestrussland. Im März 2009 wurde er zum Großmeister und kurz danach zum Meister des Sports Russlands ernannt. Die Normen für seinen GM-Titel erzielte er 2008 bei der europäischen Meisterschaft in Plowdiw und bei der russischen Meisterschaft in Nowokusnezk. Vereinsschach spielte Lintschewski für Grifon (Sankt Petersburg) in Russland und für den Club Chess Beer Sheva in Israel.
2007 holte er den Sieg beim FINEC-Turnier mit IM-Norm in Sankt Petersburg. Weitere Erfolge auf internationaler Ebene waren der 2.–4. Platz beim FINEC-2009 A-Turnier, 1. Platz bei der offenen Meisterschaft Lettlands 2009 (Pļaviņas), 2.–12. Platz in Oberwart 2010, 4.–12. Platz beim Minsk-Open 2010 und 3. Platz beim Tschigorin-Gedenkturnier 2011 (Sankt Petersburg).
Im Juni 2015 wurde Lintschewski Erster vor Adam Tuchajew und Boris Sawtschenko beim Aljechin-Gedenkturnier (Master Open) in Woronesch. Am Ende des Jahres gewann er den Pokal des Föderationskreises Nordwestrussland in Sankt Petersburg. Beim Neschmetdinow-Gedenkturnier 2017 in Kasan teilte er den zweiten Platz mit Schamsaran Zydypow.
Mit seiner Elo-Zahl 2555 (Stand: Mai 2021) führt Lintschewski souverän die Rangliste in der Oblast Leningrad an. Seine bisher höchste Elo-Zahl war 2579 im August 2015.